# Karimatský průliv
Karimatský průliv (indonésky Selat Karimata) je široký průliv spojující Jihočínské moře s Jávským mořem. Jeho západní břeh tvoří ostrov Sumatra a východní Borneo, oba náleží k Indonésii. Šířka úžiny mezi ostrovem Belitung a Borneo je okolo 150 km. Mezi ostrovy Bangka a Belitung se nachází Gasparův průliv a mezi Bangkou a Sumatrou Bangský průliv. Ve východní části Karimatského průlivu, u pobřeží Bornea, leží Karimatské ostrovy.
Do vod průlivu se při letu Indonesia AirAsia 8501 28. prosince 2014 zřítil letoun Airbus A320-216.